# Stefan Gavrilović
Stefan Gavrilović (en serbe cyrillique : Стефан Гавриловић) était un peintre serbe du XVIIIe siècle et du début du XIXe siècle. Il a surtout réalisé des icônes pour des iconostases ainsi que des fresques.

## Présentation
Stefan Gavrilović est considéré comme l'un des maîtres de la peinture baroque tardive en Serbie ; il a été influencé par Jakov Orfelin et Teodor Kračun mais s'est également montré ouvert aux influences de la peinture néoclassique du début du XIXe siècle. Il a été l'un des maîtres de Georgije Bakalović.
Avec Ilija Gavrilović et Nikola Apostolović, il a contribué à créer la plupart des drapeaux du Premier soulèvement serbe contre les Ottomans.

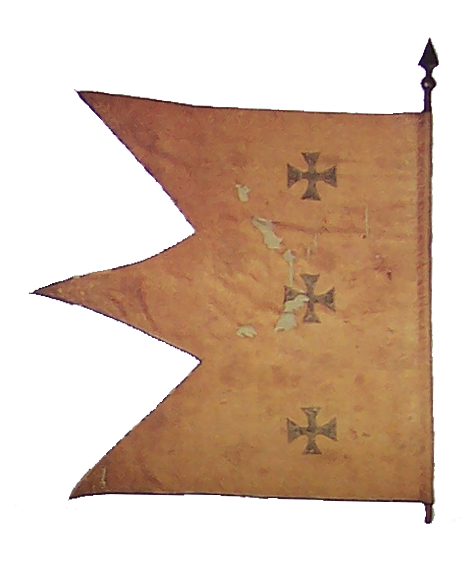
Drapeau de 1804
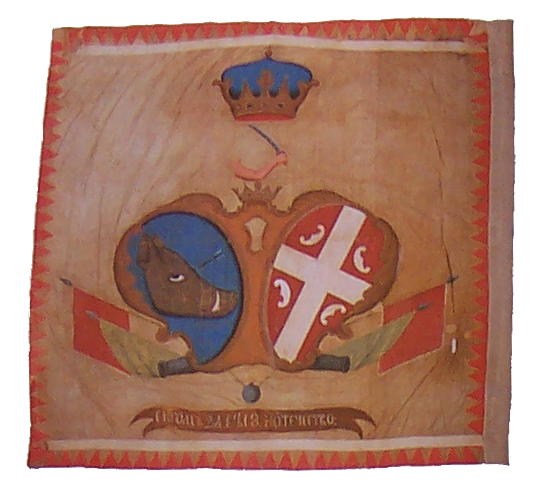
Drapeau de 1809
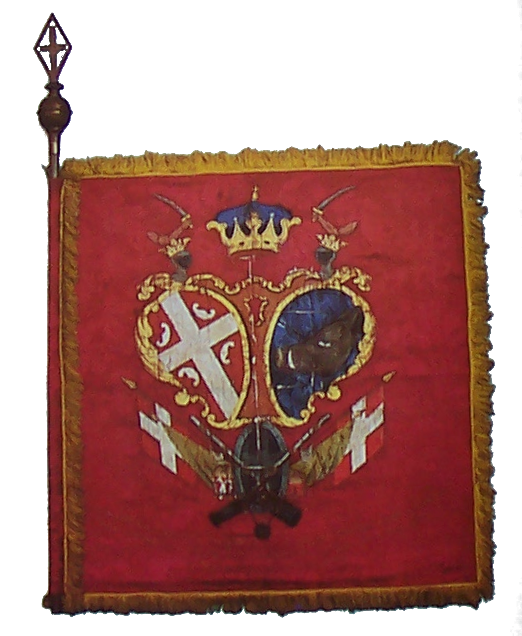
Drapeau du voïvode, 1811

## Quelques réalisations
- l'iconostase de l'église Saint-Côme-et-Saint-Damien de Kuzmin, en collaboration avec Grigorije Davidović-Opšić, en 1793[5] ;
- l'iconostase de l'église Saint-Georges de Jarak, en collaboration avec Jakov Orfelin, en 1797[6] ;
- les icônes du chœur et du portail nord de l'église Saint-Côme-et-Saint-Damien de Neštin en 1800[7] ;
- l'iconostase de l'église Saint-Gabriel à Platičevo en 1802[8] ;
- l'iconostase et une partie des fresques de l'église de la Transfiguration à Beočin en 1802 ; sous la direction d'Ilija Gavrilović[2] ;
- l'iconostase de l'église Saint-Nicolas de Jazak en 1805[9] ;
- l'iconostase, les icônes du trône épiscopal et du chœur de l'église de l'Ascension de Bukovac en 1812 et 1813[1] ;
- l'iconostase de l'église Saint-Nicolas de Novi Bečej, 1814, attribuée à Stefan Gavrilović[10],[11].